# Bonnie i Clyde
|  | Per a la pel·lícula del 1967 vegeu Bonnie i Clyde (pel·lícula) |

Bonnie Parker (1 d'octubre del 1910 - 23 de maig del 1934) i Clyde Barrow (24 de març del 1909 - 23 de maig del 1934) van ser una famosa parella de gàngsters originària de Texas que actuaren als Estats Units durant la Gran depressió. Són internacionalment coneguts per la pel·lícula Bonnie i Clyde, de 1967, protagonitzada per Warren Beatty i Faye Dunaway.
Bonnie i Clyde captaren l'atenció de la premsa nord-americana entre els anys 1931 i 1934. Clyde fou conegut per una dotzena d'atracaments de banc, però habitualment preferia robar petites botigues o gasolineres rurals. Es creu que la seva banda va matar almenys nou oficials de policia i diversos civils. Bonnie i Clyde van ser morts per sis policies en una emboscada a Louisiana l'any 1934, en què l'automòbil Ford en què fugien va rebre 167 projectils de bala.
Fins i tot durant la seva vida, la representació de la parella a la premsa diferia considerablement amb la realitat de la seva miserable vida a la carretera, particularment en el cas de Parker. Tot i que ella va estar físicament present en un centenar o més de delictes greus durant els seus dos anys com a companya de Barrow, ella no era probablement l'assassina empunya metralladores que retrataven als diaris, telenotícies, i, en particular, revistes de detectius barates d'aleshores.
El membre de la colla W. D. Jones no estava segur si l'havia vist mai disparar a oficials de policia. La reputació de Parker com a companya de criminal fumadora va sorgir d'una fotografia lúdica que la policia trobà abandonada en un amagatall, més tard lliurada a la premsa per acabar publicant-se per tot el país; on se li veu fumant en cadena cigarrets Camel, malgrat que no era fumadora.

L'escriptor Jeff Guinn, al seu llibre del 2009 Go Down Together: The True, Untold Story of Bonnie and Clyde, explica que eixes fotos posaren als delinqüents en el mapa mediàtic i llançaren la seva llegenda: 
| « | John Dillinger tenia el bon aspecte d'un ídol de vespres de cinema i Pretty Boy Floyd tenia un sobrenom millor, però les fotos de Joplin introduïren unes noves estrelles criminals amb la marca més excitant de totes, el sexe il·lícit. Clyde Barrow i Bonnie Parker eren joves i no estaven casats. Sens dubte, dormien junts, després de tot, la xica "fumava cigars"... Sense Bonnie, els mitjans de comunicació de fora de Texas podrien haver desestimat a Clyde com un perdonavides més amb armes, si és que l'hagueren considerat en absolut. Amb les seves fotografies cosa extremes, Bonnie suplí el sex-appeal i l'empenta que mancaven; això va permetre als dos ultrapassar els robatoris a petita escala i les matances innecessàries que eren la base de la seva carrera criminal. | » |

## Inicis

### Bonnie Parker
Bonnie Elizabeth Parker va nàixer a Rowena, Texas, essent la segona de tres fills. Son pare, Charles Parker, un paleta, va morir quan Bonnie tenia quatre anys. La seva mare, Emma, es traslladà amb els nens a la casa dels seus pares a Cement City, un suburbi industrial de Dallas, on ella va trobar treball cosint roba. Parker era una de les millors estudiants al seu institut, guanyant fins i tot premis d'ortografia, redacció i oratòria. Com adulta, la seva afició per l'escriptura va trobar la seva expressió en poemes com "The Story of Suicide Sal" i "The Trail's End" (conegut des de llavors com "The Story of Bonnie and Clyde").
Parker no va festejar amb xics fins que va estar a segon d'institut, però eixe any es va enamorar d'un company de classe, Roy Thornton, les bones pintes i l'elegant roba van cridar l'atenció de la col·legiala. Els dos van deixar l'escola i es casaren el 25 de setembre del 1926, sis dies abans de complir els setze anys ella. El seu matrimoni, marcat per les absències freqüents d'ell i els seus problemes amb la llei, va ser de curta durada, i després del gener de 1929 els seus camins mai es van creuar de nou. Però mai es divorciaren, i Parker portava encara l'anell de noces de Thornton quan va morir. Thornton era la presó el 1934 quan s'assabentà de l'emboscada que havia patit la seva dona; la seva reacció va ser, "M'alegre s'hagen anat com ho van fer. És molt millor que haver estat agafat."
El 1929, entre la dissolució del seu matrimoni i la seva primera trobada amb Clyde Barrow, al gener del 1930, Parker visqué amb sa mare i va treballar com a cambrera a Dallas; un dels seus clients habituals en la cafeteria era el treballador de correus Ted Hinton, que passaria a formar part del Departament del Sheriff de Dallas el 1932, i com a tifeta participaria en l'emboscada a Bonnie i Clyde el 1934. Al diari que va mantenir breument durant el 1929, va escriure sobre la seva desesperada solitud, la seva impaciència amb la vida a la Dallas provincial, i el seu amor per una tecnologia ultramoderna — el cinema sonor.

### Clyde Barrow
Clyde Chestnut Barrow va nàixer en el Comtat Ellis de Texas, al costat de Telico, un poble situat al sud de Dallas. Va ser el cinquè de set fills, d'una família camperola molt pobre que va emigrar, gradualment, a Dallas en la dècada de 1920 com a part d'una onada de re-assentament de les granges properes a l'empobrida barriada urbana coneguda com a Dallas Oest.
Era un lloc de barraques febles, ciutat de carpes i tendes, piles d'escombraries i estava plena de clavegueres obertes, d'eixams d'insectes i d'epidèmies avançant en esbart. Els Barrow no tenien ni barraca ni tenda: van passar els primers mesos vivint sota el seu carro. Quan el pare Henry ja havia guanyat prou diners per comprar una tenda de campanya, va ser un pas important per a la família.
Clyde va ser arrestat per primera vegada a finals del 1926, després de posar-se a fugir a peu en el moment que uns policies s'havien aturat davant del seu cotxe de lloguer que no havia pogut tornar a temps. El seu segon arrest, amb el seu germà Marvin "Buck" Barrow, arribà poc després, aquesta vegada per la possessió de béns robats (indiots). Tot i tenir llocs de treball legítims i honests durant el període 1927-1929, també esquerdà caixes fortes, va robar en botigues i furtà cotxes. Després de detencions seqüencials en 1928 i 1929, la seva sort es va acabar i va ser enviat a la Granja Penal d'Eastham a l'abril del 1930. Estant en presó, va ser agredit sexualment en repetides ocasions durant més d'un any per un reclús dominant, el crani del qual va ser finalment fracturat amb un tros de canonada. Va ser el primer assassinat de Clyde Barrow.
Barrow va eixir d'Eastham el febrer del 1932, en llibertat condicional, com un criminal insensible i ressentit. La seva germana Nell recordava una conversa amb la seva germana Marie sobre la nova llibertat condicional de Clyde: "Hi ha un nou aire al seu voltant, una mena de cosa sobre la qual no puc posar un dit a sobre.... temo que no va a reformar-se." Marie parlava amb franquesa: "Alguna cosa terrible ha d'haver-li passat a la presó, perquè ell ja no era la mateixa persona quan va eixir." L'associat Ralph Fults hi era allí, dins "les muralles" amb Barrow, i digué que el va veure "canviar d'un col·legial a una serp de cascavell."
En la seva carrera criminal post-Eastham, es va centrar en treballs petits, robant en ultramarins i gasolineres, a un ritme molt superior que els mers deu o quinze assalts a bancs que se li atribueixen a la Banda de Barrow. L'arma predilecta de Barrow era el Rifle Automàtic M1918 Browning (anomenat BAR). D'acord amb John Neal Phillips, l'objectiu de Barrow en la vida no era guanyar fama o fortuna robant bancs, sinó buscar venjança en contra del sistema de presons de Texas pels abusos que patí mentre complia condemna.

### Primer encontre
Hi ha un bon grapat de versions descrivint el primer encontre entre Bonnie i Clyde, però la versió més creïble indica que Bonnie Parker conegué a Clyde Barrow el gener del 1930 a la casa d'una amiga. Parker estava sense feina i s'allotjava al Dallas Oest per assistir a una amiga amb un braç trencat. Barrow es va passar per casa de l'amiga mentre Parker era suposadament per la cuina fent xocolata calenta.
Va ser un enamorament sobtat dels dos, tan ràpid com es van veure. La majoria d'historiadors creuen que Parker s'uní a Barrow perquè estava enamorada. Es va quedar com una companya lleial mentre ell cometia els seus crims; ella tolerava totes les morts violentes que cometia la banda de Barrow i les veia com inevitables.

## La gresca

### 1932: Primers treballs, primeres morts

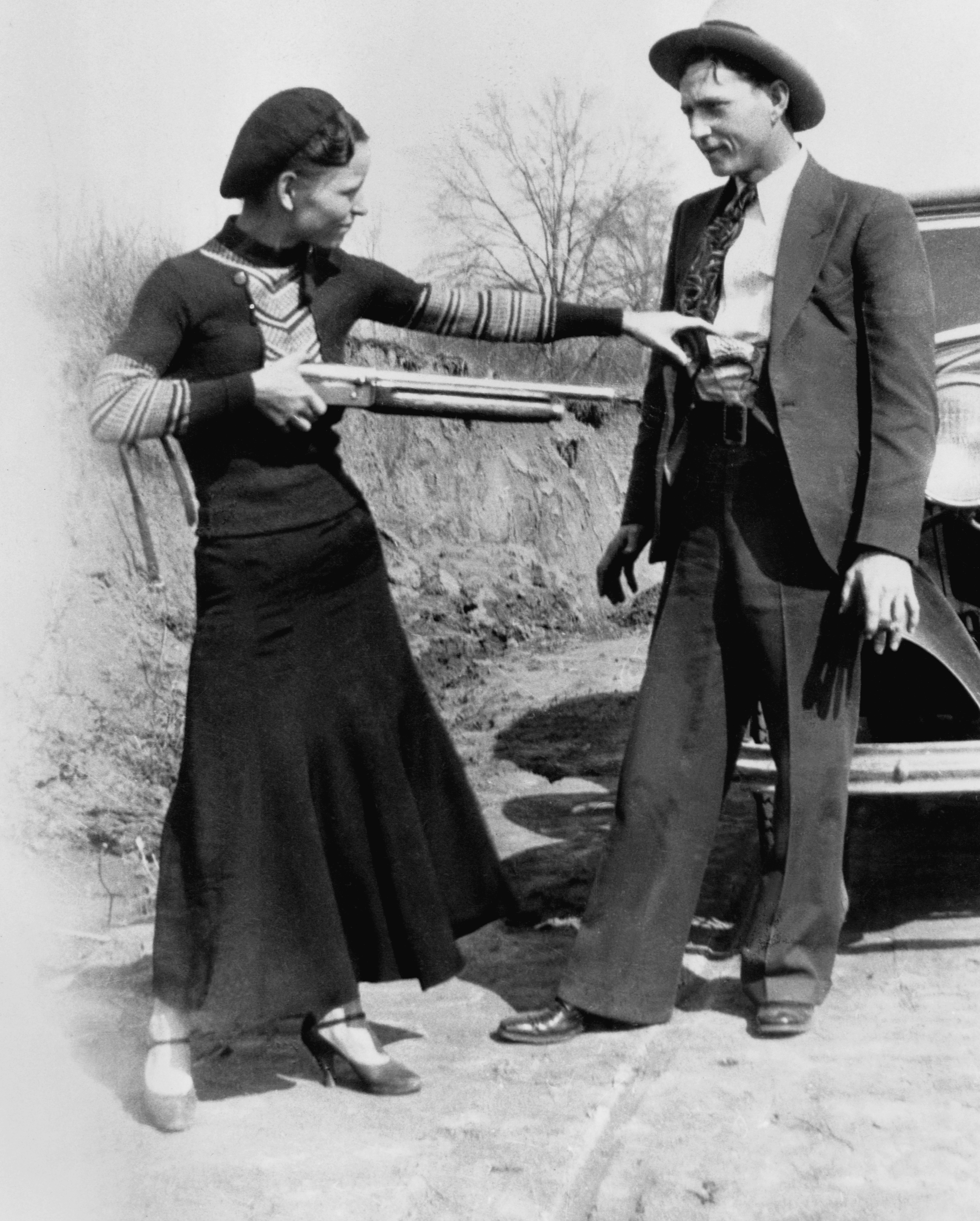
Fotografia de llegenda: Bonnie apunta de broma a Clyde amb una arma, escenificant situacions passades.

Després que Barrow fos posat en llibertat el febrer del 1932, ell i Ralph Fults van reunir un grup central i alternat de còmplices i van començar una sèrie de robatoris petits, principalment en botigues i gasolineres; el seu objectiu era obtenir prou diners i armament per llançar un atac d'alliberament contra la presó d'Eastham El 19 d'abril, Bonnie Parker i Fults foren capturats en un robatori fallit a una ferreteria en Kaufman, Texas, i posteriorment empresonats. El 30 d'abril, Barrow va ser el conductor d'un robatori a Hillsboro, Texas, durant el qual l'amo de la botiga, J. N. Bucher, va ser disparat i mort. Quan es mostraren les fitxes policials, l'esposa de la víctima va identificar a Barrow com un dels assaltants, tot i que s'havia quedat a fora dins del cotxe; va ser la seva primera acusació d'assassinat. Mentrestant, Parker va romandre a la presó fins al 17 de juny, escrivint poesia per passar el temps. Quan el jurat del comtat Kaufman va ser convocat, es va negar a acusar-la, i va ser posada en llibertat. Al cap de poques setmanes, es va reunir amb Barrow.

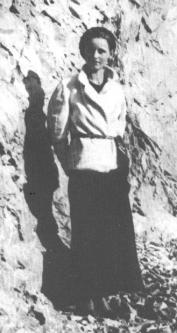
Bonnie Parker, posant per la seva càmera Brownie a Carolina del Nord.

El 5 d'agost, mentre Parker visitava a la seua mare a Dallas, Barrow, Hamilton i Ross Dyer estaven bebent alcohol en un lloc de ball country a Stringtown, Oklahoma, el que era un acte llavors il·legal en virtut de la llei seca. Quan el Xèrif C.G. Maxwell i el seu adjunt, Eugene C. Moore, se'ls acostaren a l'aparcament, Barrow i Hamilton van obrir foc, matant l'adjunt i ferint greument el xèrif; va ser el primer assassinat d'un home de la llei per Barrow i la seva banda. Finalment el total de morts oficials ascendia a nou persones. Un altre civil va ser afegit a la llista l'11 d'octubre, quan el botiguer Howard Hall va ser assassinat durant un robatori a la seva botiga a Sherman, Texas. La presa: 28 $ i alguns aliments.
W. D. Jones havia estat un amic de la família Barrow des de la infància, i tot i que només tenia 16 anys, la vigília de Nadal de 1932, persuadí a Barrow perquè el deixés unir-se a la parella i viatjar així fora de Dallas amb ells aquella nit. L'endemà, Jones va ser iniciat en l'homicidi, quan ell i Barrow Doyle van matar Doyle Johnson, un jove home de família, en el procés de robar el seu cotxe a Temple, Texas. Menys de dues setmanes després, el 6 gener del 1933, Barrow va matar l'Adjunt del Xèrif del Comtat de Tarrant, Malcolm Davis, quan ell, Parker i Jones s'endinsaren a un parany policial preparat per un altre criminal. El total d'assassinats per la banda des de l'abril era ara de cinc persones.

### 1933: Buck s'uneix a labanda
El 22 de març del 1933, a Buck Barrow se li va concedir un perdó complet i va ser alliberat de la presó. En pocs dies, ell i la seva esposa, Blanche, s'havien allotjat amb Clyde Barrow, Parker i Jones a un amagatall temporal a Joplin, Missouri. D'acord amb les fonts familiars, Buck i Blanche hi eren només de visita, en un intent per persuadir Clyde de lliurar-se a la policia. Com era comú amb Bonnie i Clyde, la seua següent topada amb la llei sorgiria del seu generalment visible i sospitós comportament, no perquè les seves identitats hagueren estat descobertes. La cervesa s'acabava de relegalitzar després de la llei seca, i el grup participava en sorolloses i avivades partides de cartes fins a altes hores en les nits del tranquil barri. "Compràrem una caixa de cervesa un dia", recordaria Blanche més tard. Els homes anaven i venien sorollosament a tota hora, i una vegada una BAR es disparà a l'apartament mentre Clyde estava netejant-la; la ràfega curta no portà a cap veí directament cap a la casa, però almenys va crear sospites amb la policia de la ciutat.

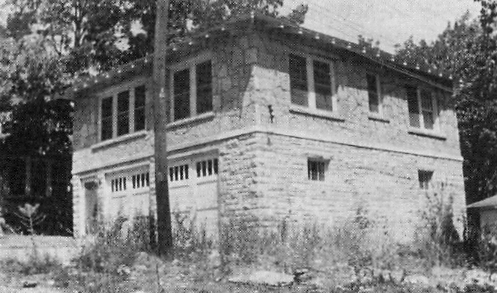
La vida va canviar després que la banda va eixir d'aquest amagatall de Joplin; les fotos i els documents i poemes de Bonnie foren un èxit a nivell nacional.

Sense adonar-se del que els esperava; el 13 d'abril un grup de policies locals muntats sobre vehicles de dos, concretament una força de cinc homes, es disposaven a enfrontar-se als contrabandistes que vivien al garatge d'un apartament llogat. Encara que agafats per sorpresa, Clyde assenyalà de restar en calma davant del foc. Clyde estava guanyant molta més experiència en confrontacions armades que la majoria dels representants de la llei, tant que ell, Jones i Buck ràpidament van matar un policia i van ferir fatalment a un altre abans de ficar a Parker en el cotxe i escapar. Deixaren a Blanche pel carrer, on estava perseguint al seu gos fugit, Snow Ball (Bola de Neu). Els oficials supervivents, més tard van declarar que el seu bàndol havia disparat només catorze bales en el conflicte, i tot i així una d'elles va impactar a Jones al costat, una altra abastà a Clyde però va ser desviada pel botó del seu suitcoat, i una va fregar a Buck després de fer retop a una paret.

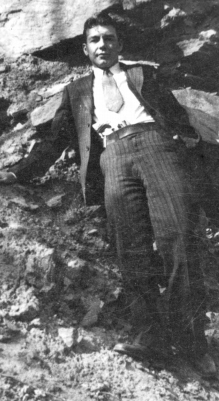
El gàngster és W.D. Jones, sovint confós amb Buck Barrow.

El grup va escapar de la policia a Joplin, però va deixar la major part de les seves possessions a l'apartament llogat: la llicència de matrimoni de Buck i Blanche, els documents de la llibertat condicional de Buck (de només tres setmanes), un gran arsenal -i un poema escrit a mà al costat d'una càmera amb diversos rotllos de pel·lícula exposada. La pel·lícula va ser revelada al The Joplin Globe i n'aportà moltes fotografies -ara famoses- de Barrow, Parker i Jones fent el pallasso i apuntant-se els uns als altres. compta amb la publicació de tots els frames dels rotlles de Joplin en la seqüència correcta, però en realitat es van perdre almenys deu: una és una instantània de W.D. Jones assegut al volant del cotxe Rosborough amb l'infame cigar de "Bonnie" tancat amb gràcia entre les dents com FDR (Barrow and Phillips, p 60); altre en té a Jones ajagut damunt del llargarut banc familiar d'argila darrere del cotxe en el més famós dels muntatges (Barrow and Phillips, p 107); altra és una segona foto de Clyde a soles dalt unes roques, però ací llevant-se el barret (Knight and Davis, p 72). Hi ha tres instantànies pel que sembla no publicades en llibres, però disponibles per veure a un lloc web sobre Bonnie i Clyde dit Boodles Board «PDF». Arxivat de l'original el 2013-11-02. [Consulta: 23 octubre 2010].: en la segona, W.D. és assegut a la part alta de les roques, i en una tercera, Clyde i W.D. simulen pel·lícules d'acció darrere d'algunes roques grans, apuntant amb les seves pistoles; la qualitat d'aquesta foto és pobra perquè Bonnie va sacsejar la càmera mentre ella estava prement el botó de l'obturador. Al mateix lloc n'hi ha un facsímil de la revista Startling Detective Adventures amb una rara fotografia de Clyde aponat davant el cotxe pel weedy clay bank. Les últimes tres de les deu perdudes hi són dins del llibre de Ramsey, però no incloses en la galeria de Joplin: Una es tracta d'un simple "perfil" del cotxe Rosborough per si mateix, sense gent (Ramsey, p 98); una segona consta de Clyde a soles i dempeus prop d'unes roques amb el barret a la mà (Ramsey, p 41) en el mateix lloc on també va posar amb Bonnie, i amb W.D.; i finalment una instantània de Jones, de nou amb el weedy clay bank com a fons (Ramsey, p 80)—el bast tall on Jones fa que siga difícil saber si hi havia hagut algú més en la imatge en algun moment. La pel·lícula fotogràfica era de la llavors popular grandària 116, deixada de fabricar en 1984; la càmera Kodak No. 2A Folding Autographic Brownie, emprada de Blanche (Barrow and Phillips, p 227n10) produí vuit fotos pel corró. La galeria de Ramsey de 29 frames, a més dels 10 frames "extra", contenia d'un total de 39 frames, una tirada de cinc rotllos complets. Potser la policia va trobar quatre cilindres exposats més un cinquè rotllo encara en la càmera amb un foto per fer; o potser els malfactors exposaren tots els quaranta frames i hi ha encara una foto de Joplin més esperant a ser descoberta i reunida amb les seves germanes. Timing: si Blanche els havia prestat "la kodak" en la seva ben documentada visita de nit a la casa de sa mare en Wilmer, Texas el 25 març, llavors les fotos de Joplin s'hagueren d'haver fet entre el dilluns 27 de març i el dimecres 29. Els cinc es van reunir el dijous 30 a Checotah, i n'anaren a Joplin des d'allà, (Barrow and Phillips, p 38). Atès que no hi ha fotos de Buck o Blanche en els rodets de Joplin (el llibre de Ramsey confon les fotos de la lluna de mel de 1931 amb les fotos del 1933 de Joplin), la sessió fotogràfica havia probablement conclòs el 29. Una versió diferent de Jones en la seva declaració de 1933 situa alguna de les fotografies en Carolina del Nord, cosa que cau en contradicció amb el moment del robatori del cotxe Rosborough. Ramsey diu que el destí dels negatius originals ha estat un misteri des de 1933, quan la Patrulla de Camins de Missouri es va apoderar d'ells; els negatius coneguts avui en dia són còpies de negatius fetes el 1963. Pel que fa al poema i les fotos, incloent-hi una amb la poetessa amb un cigar entre les dents i una pistola al puny, va sortir en el recentment obert Newswire, el fosc quintet de Dallas es va convertir en notícia de primera plana en tot el país com la banda de Barrow, totalment il·lustrat amb la rima-cobla "Story of Suicide Sal" com a immediata història de fons.

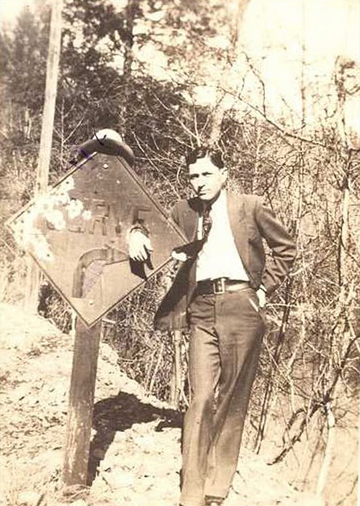
Clyde Barrow tenia sentit de l'humor.

Els següents tres mesos, es dirigiren des de Texas fins al nord de Minnesota. En maig, van robar bancs a Lucerne, Indiana i Okabena, Minnesota. Anteriorment havien segrestat a Dillard Darby i Sophia Stone a Ruston, Louisiana, en el procés de robar el cotxe de Darby; aquest va ser un de diversos incidents entre el 1932 i 1934 en els quals van segrestar a representants de la llei o a víctimes de robatoris, normalment alliberant-los lluny de casa, i de vegades amb diners per ajudar-los a tornar. Històries d'estes ensopegades feren titulars, però també ho van fer els mancaments més truculents. La banda de Barrow no dubtaria en disparar a qualsevol, home de llei o civil, que es posés en el seu camí. Altres membres de la banda de Barrow que es creu o se sap que cometeren assassinats són: Raymond Hamilton, W.D. Jones, Buck Barrow i Henry Methvin. Finalment, la sang freda dels assassinats no només agrí la percepció pública dels malfactors, sinó que els portà directament a la seva perdició.

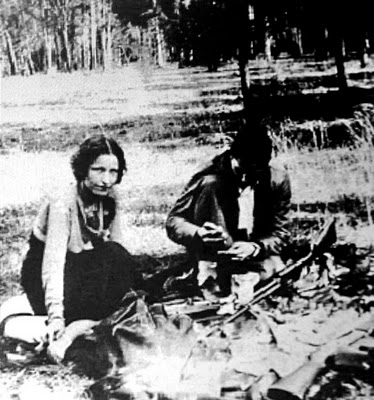
Pel camp.

Si bé les fotos en els diaris podrien haver suggerit un estil de vida llampant per part de la banda de Barrow, en realitat, estaven desesperats i descontents, com s'assenyala Blanche Barrow en el relat de la seva vida que escrigué mentre era a la presó a finals del 1930. Amb la seva nova fama -alguns dirien notorietat- va arribar la dificultat de les tasques més simples de la vida diària. Els restaurants i els passejos turístics es convertiren cada vegada menys en una opció; la cuina i el bany es van convertir en fogueres i propostes de corrent freda. La no alleujada, convivència i proximitat les vint-i-quatre hores del dia entre dues parelles, a més d'una cinquena roda, en un sol cotxe va donar lloc a disputes vicioses. Tan insuportable es feu que W.D. Jones, que era l'actual conductor del robatori del cotxe de Dillard Darby a finals d'abril, va usar eixe cotxe per mantenir-se separat dels altres—i aconseguí estar separat tot el maig fins al 8 de juny
El 10 de juny, mentre conduïa amb Jones i Parker a prop de Wellington, Texas, Clyde Barrow se saltà alguns senyals de circulació i va bolcar el seu cotxe per un barranc. Parker va ser ruixada amb àcid de bateria, causant-li cremades de tercer grau a la seva cama dreta. La cremada era molt greu, els músculs se li contragueren i això causà que la cama es "paralitzés"; a prop de la mort, Parker amb prou feines podia caminar, i bé anava a peu coix amb la seva cama bona o era portada a collibè per Clyde. Després d'aconseguir l'ajuda d'una família d'una granja propera i segrestar a dos policies locals, els tres delinqüents es reuniren amb Blanche i Buck Barrow de nou i es van amagar a un tribunal turístic que hi havia a prop de Ft. Smith, Arkansas, auxiliant les cremades greus de Parker. Llavors Buck i Jones l'espatllaren a un robatori local i van matar el Cap de Policia del poble Henry D. Humphrey a Alma, Arkansas. Amb l'empait renovat per part de la llei, van haver de fugir de nou, tot i la greu condició de Bonnie Parker.

### 1933: Platte City i Dexfield Park
El 18 de juliol de 1933, la banda es va registrar en el Red Crown Tourist Court al sud de Platte City, Missouri (ara dins dels límits de la ciutat de Kansas City (Missouri), a través de l'I-29 des de l'Aeroport Internacional de Kansas City). The Red Crown Court eren tan sols dos bungalous de maons units per garatges i la banda va llogar les dues. Al sud hi havia la Red Crown Tavern, un popular restaurant i un bar freqüentat pels Patrullers de Camins de Missouri. Una vegada més, la banda semblava sortir-se del seu camí per cridar l'atenció sobre ells mateixos: el propietari Neal Houser es va interessar de seguida per la comitiva després que Blanche Barrow va registrar el grup com tres persones, i així mateix Houser, per la finestra del darrere, en podia veure de cinc persones sortint del seu cotxe—el qual el conductor va aparcar cap endarrere en el garatge, a l'"estil gàngster", per una fugida ràpida. Blanche va pagar la fitxa d'allotjament amb monedes en lloc de bitllets, i el mateix va fer de nou més tard, quan comprà cinc àpats i cinc cerveses per, presumptament, tres persones. L'endemà, Houser s'adonà que els seus convidats havien posat periòdics sobre les finestres de la seva cabina, i Blanche una vegada més va pagar en metàl·lic uns cinc menjars. Fins i tot el vestit fresc de Blanche, uns jodhpurs riding breeches estrets—va atreure l'atenció excessivament: no eren precisament el tipus de coses que les dones íntegres de Platte City portarien mai, i va ser la primera cosa esmentada pels testimonis presencials, sent recordat fins i tot quaranta anys després. Va ser massa per a Houser, que va portar el cridaner grup a l'atenció del seu client del restaurant, el capità William Baxter de la Patrulla de Camins.

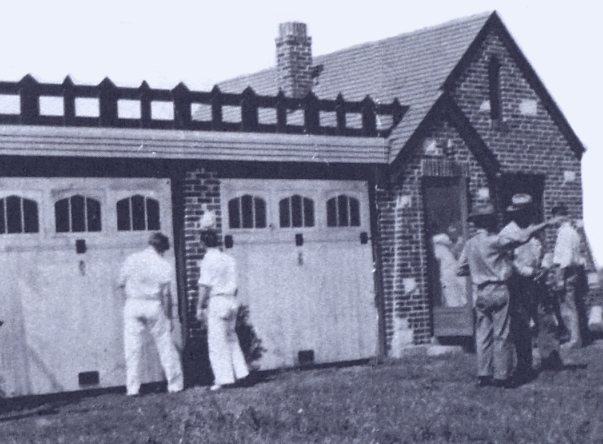
Dos unitats de Red Crown Tourist Court, on el comportament sospitós dels delinqüents va atreure la policia, un tiroteig, i una ferida mortal al cap per Buck Barrow.

Quan Clyde i Jones se n'anaren a la ciutat per comprar benes, galetes integrals, formatge, i sulfat d'atropina per tractar la cama de Bonnie, el farmacèutic va contactar amb el xèrif Holt Coffey, que posaria els bungalous sota vigilància. Coffey havia estat alertat per Oklahoma, Texas i Arkansas d'estar atent a estranys que buscaren dits subministraments. El xèrif contactà amb el capità Baxter, que va demanar reforços de Kansas City incloent un cotxe blindat. A les 11 d'eixa nit, el Xèrif Coffey va dirigir un grup d'oficials armats amb metralletes Thompson cap als bungalous. Però en un tiroteig sense quarter a distàncies considerables, les metralladores no van ser rival pel Rifle Automàtic Browning de Clyde Barrow, furtat el 7 de juliol de l'armeria de la Guàrdia Nacional a Enid (Oklahoma). Els Barrow prescindiren de l'abrasant foc i se'n van escapolir quan una bala curtcircuità la botzina del cotxe blindat i els policies ho van confondre amb un senyal d'alto el foc. Aquests no perseguiren l'automòbil en retirada dels Barrow.

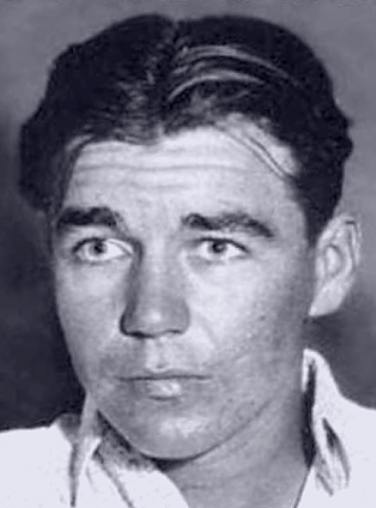
Jones després de la seva captura: la seva "confessió" establí boles legals rodant contra els seus ex-mentors.

Encara que la banda va eludir el compliment de la llei de nou, Buck Barrow havia patit una ferida horrible al costat del cap i Blanche Barrow va ser gairebé encegada per fragments de vidre en ambdós ulls. Les seves perspectives per resistir contra la persecució posterior van disminuir.

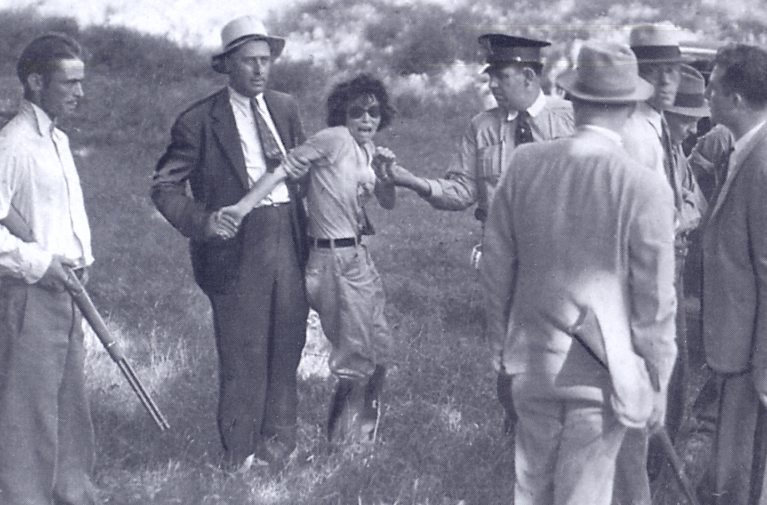
Amb el seu marit Buck morint a prop, Blanche Barrow és capturada per una partida del xèrif a Dexfield Park, IA.

Cinc dies més tard, el 24 de juliol, la Banda Barrow va acampar a Dexfield Park, un parc d'atraccions abandonat a prop de Dexter, Iowa. Tan clarament mortal era la ferida al cap de Buck que Clyde i Jones van cavar una tomba per a ell. Després que les seves vendes ensangonades foren albirades pels ciutadans locals, es va determinar que els acampadors eren la Banda de Barrow. Envoltat pels policies locals i un centenar d'espectadors, els Barrow una volta més es van trobar sota el foc. Clyde Barrow, Parker, i W.D. Jones van escapar a peu. Buck va ser disparat de nou, a l'esquena, i ell i la seva esposa van ser capturats pels oficials de policia. Buck va morir cinc dies més tard, en el Kings Daughters Hospital de Perry, Iowa, de pneumònia després de la cirurgia.
Les següents sis setmanes, el trio restant oscil·là molt lluny de la seva àrea habitual d'operacions-oest de Colorado, nord de Minnesota, sud-est de Mississipi—mantenint un perfil baix i fent-hi només petits robatoris de diners pel pa diari. El grup va reposar el seu arsenal quan Barrow i Jones furtaren a una armeria de Plattville, Illinois el 20 d'agost, i van aconseguir tres BAR, pistoles i una gran quantitat de municions.
A principis de setembre, s'arriscaren en tornar a Dallas per veure als seus familiars per primera vegada en quatre mesos, i Jones es va separar d'ells, continuant cap a Houston, on s'havia traslladat la seva mare. Durant la tardor, Barrow hi feu una sèrie de robatoris d'estar per casa amb una sèrie de còmplices locals d'estar per casa, mentre que la seva família i la de Parker, atenien les necessitats mèdiques importants de la xicota malferida.
El 22 de novembre del 1933, de nou d'un pèl eludiren l'arrest—però no les bales—mentre tractaven de sortir amb familiars per a prop de Sowers, Texas. Aquesta vegada va ser el xèrif de la seva ciutat natal, Dallas, el xèrif Schmid Smoot i la seva brigada, que hi era a prop a l'aguait. Quan Barrow n'arribà, en va sentir una trampa i conduí cap al cotxe de la família, moment en què Schmid i els seus ajudants s'aixecaren i van obrir foc amb metralladores i una BAR. Els membres de la família en el foc creuat no van rebre cap tir, però no així els malfactors: una sola bala d'una BAR va penetrar el cotxe—i les cames de Parker i Barrow. La parella va fugir de nit, però l'intent d'emboscada demostraria ser un simulacre pels diputats de Ted Hinton i Bob Alcorn, que tindrien una altra oportunitat amb la parella uns sis mesos després a Louisiana.
Bonnie Parker va creuar un ominós llindar personal la següent setmana, quan el 28 de novembre, un gran jurat de Dallas va emetre una ordre de processament per assassinat per ella i Barrow el gener de 1933 per matar l'Ajudant del Xèrif del Comtat de Tarrant Malcolm Davis; va ser la primera ordre judicial per assassinat emesa sobre Parker.

### 1934: Final run
El 16 de gener del 1934, Barrow a la fi feu el seu moviment bé repensat en contra del Departament Correccional de Texas; orquestrant la fuita de Raymond Hamilton, Henry Methvin i diversos altres en la tristament cèlebre "Escapada d'Eastham" de 1934. El sistema penitenciari de Texas va rebre publicitat negativa a nivell nacional per la descarada incursió, i Barrow semblava haver aconseguit el que Phillips descriu com l'ardent passió de la seva vida: venjar-se del Departament Correccional de Texas.

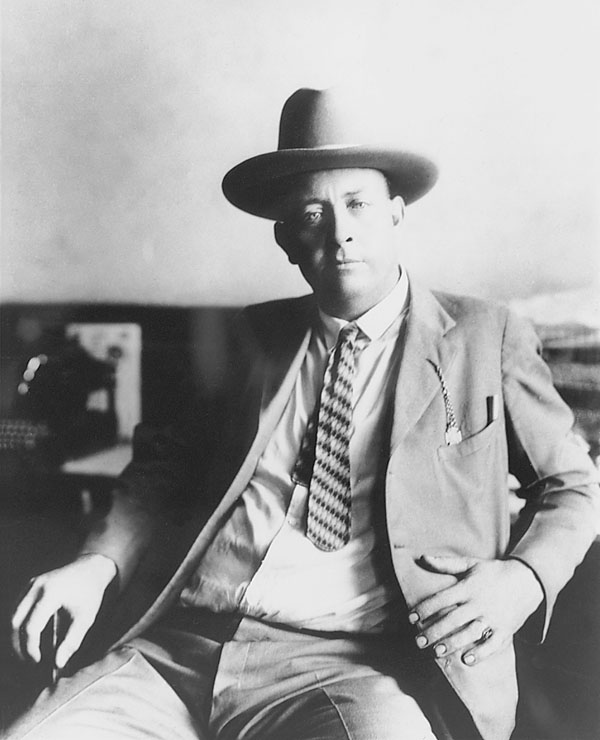
Former Texas Ranger Frank Hamer, l'ombra implacable de la Banda de Barrow després de la vergonyosa evasió de la presó d'Eastham.

Va ser una venjança cara, però, per a tots els interessats. Durant la fugida de la presó, el fugitiu Joe Palmer va disparar a l'oficial de presons Major Joe Crowson i aquest fet finalment va portar al govern federal i al govern de Texas a voler de donar caça amb plena força a Barrow i Parker. Com Crowson va lluitar per la vida, l'alcaid Lee Simmons va prometre que totes les persones involucrades en l'evasió serien perseguides i mortes, i totes ho foren, a excepció de Henry Methvin, la vida del qual s'intercanviaria per entregar a Barrow i Parker a les autoritats. El Departament Correccional de Texas llavors es va posar en contacte amb l'antic capità Texas Ranger Frank A. Hamer, i el va convèncer per acceptar la missió de perseguir la banda de Barrow. Tot i retirat, Hamer conservava la seva comissió, que encara no havia expirat. N'acceptà la missió com un oficial de la Patrulla de Camins de Texas, de forma secundària assignat al sistema penitenciari com a investigador especial, amb la tasca específica d'empaitar i caçar a Clyde, Bonnie i la banda de Barrow.
Frank Hamer era eixa rara avis, una veritable llegenda del seu temps. Alt, cepat, críptic, i taciturn, poc impressionat per l'autoritat, conduït per una "adherència inflexible al que és just, o el que ell pensa que és just", durant vint anys Hamer havia estat temut i admirat en tot l'Estat de l'Estrella Solitària comla "personificació a peu del caràcter distintiu de "One Riot, One Ranger." Complint els objectius del departament de seguretat i llei de Texas ell "havia adquirit una formidable reputació com a resultat de diverses captures espectaculars i enfrontaments amb un bon grapat de criminals de Texas." Se li acreditaven oficialment cinquanta-tres morts (i desset ferides sobre ell mateix). Encara que el cap de la presó Simmons sempre va dir públicament que Hamer havia estat la seva primera opció per donar caça a Barrow, n'hi ha proves sobre que es va acostar primer a dos altres Rangers, tots dos dels quals s'havien mostrat reticents de disparar a una dona (Parker) i ho van refusar; Hamer, pel que sembla no tenia tals problemes. Començant el 10 de febrer, es convertí en l'ombra constant de Barrow i Parker, malvivint fora del seu cotxe, sempre a un poble o dos darrere dels bandits. Tres dels germans d'Hamer també eren Rangers de Texas, i mentre que el germà Harrison era el millor dels quatre, Frank era considerat com el més tenaç.

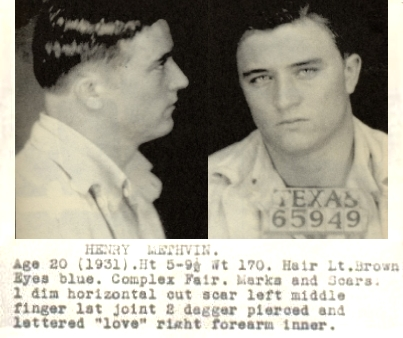
Expensive pickup: Henry Methvin s'uneix a la banda després de l'escapada d'Eastham; ell i el seu pare, Ivy, en última instància, demostren la seva perdició.

L'1 d'abril de 1934, diumenge de Pasqua, Barrow i Henry Methvin mataren dos patrullers de camins jóvens, H. D. Murphy i Edward Bryant Wheeler, a Grapevine, Texas (ara dit Southlake). El relat d'un testimoni contemporani declarava que Barrow i Parker van fer els trets fatals sense miraments i aquesta història va tenir una àmplia cobertura a la premsa abans que fos desacreditada. Henry Methvin més tard va admetre que efectuà el primer tret, després d'assumir que Barrow volia morts als oficials; també va admetre que Parker s'acostà als oficials moribunds amb la intenció d'ajudar-los, no per administrar a sang freda i a boca de canó el coup de grâce que el testimoni "presencial" i desacreditat havia descrit.  Sense altra més després que Methvin havia disparat a Wheeler, Barrow s'uní llavors disparant al patruller Murphy. Probablement, Parker dormia al seient del darrere quan Methvin començà a disparar i no va participar en la brega.
Però la primavera de 1934, la realitat dels assassinats de Grapevine era molt menor en els fets que en la percepció que tenia el públic sobre ells: Els quatre diaris de Dallas fermaren curt sobre la història explicada pel testimoni ocular, un granger, que afirmava haver vist a Parker tirar el cap cap enrere i riure mentre el cap del Patruller Murphy "rebotava com una pilota de goma" a terra i ella crivellava a tirs el seu cos que hi era bocaterrosa. Les històries arribaren a afirmar que la policia va trobar una burilla de cigar però "amb marques de dents petites" que només podien atribuir-se a la diminuta Parker. Les coses van empitjorar durant diversos dies més tard, quan la futura esposa de Murphy va entrar en el seu funeral, vestida amb el seu vestit de núvia i va desencadenar una altra ronda de cobertura i fotografies als diaris. La història sempre canviant del testimoni fou desacreditada ràpidament, però no a temps per Barrow i Parker: la publicitat negativa massiva de dita història acerba, contra Parker en particular,..., accelerà el clamor públic per l'extermini dels elements restants de la banda de Barrow.

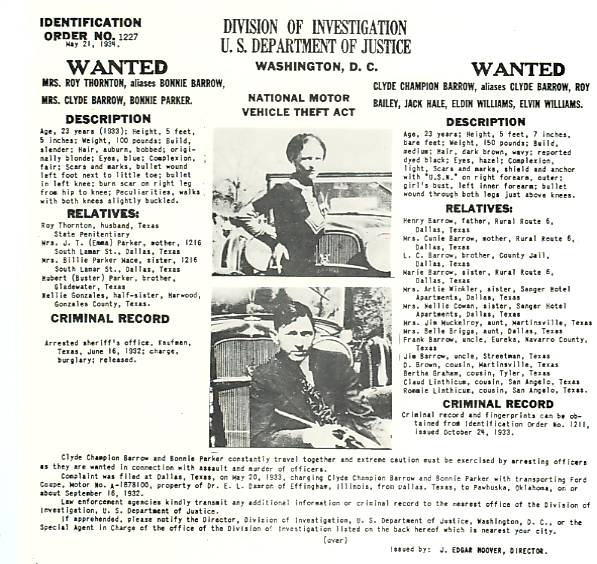
Barrow & Parker wanted poster, 1934

Va ser més que només mala premsa, encara que el clam galvanitzà a les autoritats a prendre accions legals més concretes. El Cap de la Patrulla de Camins L.G. Phares de seguida va oferir una recompensa de 1.000 $ pels "cadàvers dels assassins de Grapevine"—no la seva captura, només els cossos. El governador de Texas Ma Ferguson estava tan indignat com els votants, i va afegir una altra recompensa de 500 $ per cada un dels dos presumptes assassins, el qual "significava que per primera vegada hi havia un preu específic pel cap de Bonnie, ja que es creia ben àmpliament que havia disparat a H.D. Murphy."
L'hostilitat pública només augmentà quan, només cinc dies després, Barrow i Methvin van matar l'agent de policia de 60 anys William "Cal" Campbell, un pare solter vidu, a prop de Commerce, Oklahoma. Segrestaren al cap de policia de Commerce Percy Boyd, van donar una volta amb ell, creuant la línia de l'estat per entrar a Kansas, i després el deixaren anar amb una simple camisa, uns pocs dòlars i una petició de Parker perquè li digués al món que ella no fumava cigars. Els delinqüents no s'adonaren en el seu comiat optimista que Boyd els identificaria, tant a Barrow com a Parker, a les autoritats—ell mai va saber el nom del jove esquerp que era amb ells—i quan l'ordre de detenció resultant va ser emesa per l'assassinat de Campbell, n'especificava "Clyde Barrow, Bonnie Parker i John Doe." L'historiador Knight escriu: "Per primera vegada, Bonnie era vista com una assassina, prement el gallet en realitat—igual que Clyde. Totes les oportunitats que tenia per l'indult només s'havien reduït."
The Dallas Journal publicà una caricatura en la seva pàgina editorial mostrant la cadira elèctrica de l'estat de Texas, buida, però amb un cartell a ella que deia "Reservat"—per Clyde i Bonnie.

## Mort

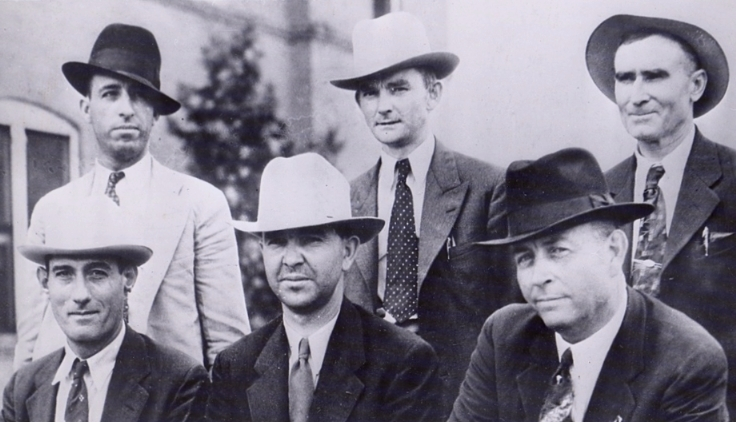
La partida Gibsland. Dalt: Hinton, Oakley, Gault; asseguts: Alcorn, Jordan i Hamer.

Barrow i Parker van ser emboscats i assassinats el 23 de maig de 1934 a una carretera rural en Bienville Parish, Louisiana. La parella va aparèixer a la llum del dia en un automòbil i foren afusellats per un escamot de quatre oficials de Texas (Frank Hamer, B.M. "Manny" Gault, Bob Alcorn i Ted Hinton) i dos agents de policia de Louisiana (Henderson Jordan i Prentiss Morel Oakley).
La partida va ser dirigida per Hamer, qui havia començat a rastrejar a la parella el 10 de febrer de 1934. Estudià els moviments de la banda i es va trobar que pivotaven en un cercle envoltant les vores dels cinc estats de l'oest mitjà, explotant la norma de la "línia d'estat" que impedia als policies d'una jurisdicció perseguir a un fugitiu en un altre estat. Barrow era un mestre d'aquesta norma d'abans de l'FBI, però va ser consistent en els seus moviments, així que un "manhunter" d'experiència com Hamer podia traçar la seva ruta i predir cap a on anaven. L'itinerari de la banda es va centrar en les visites a familiars, i així hi eren en eixe moment per veure a la família de Henry Methvin en Louisiana, el que explica la trobada de Hamer amb ells en el transcurs de la caça. Hamer obtingué una quantitat de Rifles Automàtics Browning civils (manufacturats per Colt com el "Monitor") i 20 carregadors de bales amb bales amb recobriment de perforació.

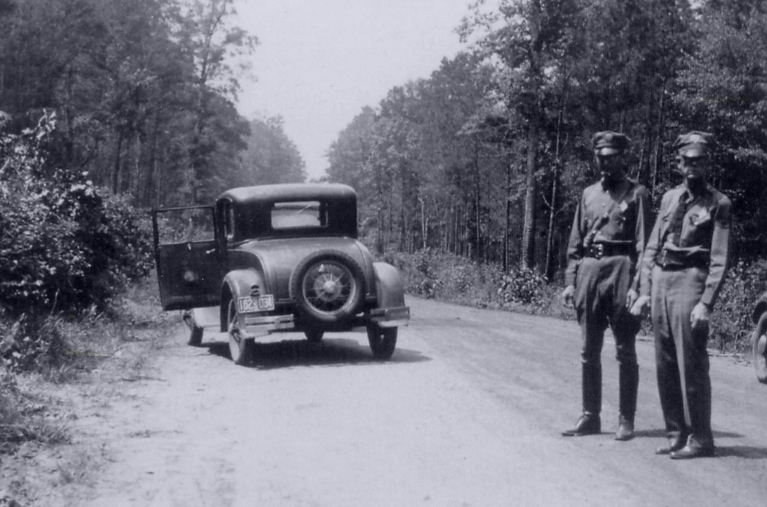
El sender va acabar a una carretera desolada, endinsats en la pinada de Louisiana.

El 21 de maig de 1934, els quatre membres de la partida de Texas eren en Shreveport, Louisiana, quan es van assabentar que Barrow i Parker anirien a la Parròquia de Bienville eixa vesprada amb Methvin. Barrow havia designat la residència dels pares de Methvin com el lloc de reunió en cas que se separaren, i de fet Methvin se separà de la parella en Shreveport. La partida al complet, que consistia del Capità Hamer, els ajudants del Xèrif del Comtat de Dallas Bob Alcorn i Ted Hinton (tots dos coneixien de vista a Barrow i Parker), l'antic Ranger de Texas B.M. "Manny" Gault, el Xèrif de la Parròquia de Bienville Henderson Jordan, i el seu ajudant Prentiss Oakley, va fer una emboscada a un punt de trobada al llarg de la Louisiana State Highway 154 al sud de Gibsland cap a Sailes. L'informe de Hinton conta que el grup hi era en el seu lloc a les 9:00 del vespre del dia 21 i que va estar esperant durant tot l'endemà (22 de maig) sense senyal alguna de la parella fugitiva, però altres informes parlen que la preparació va començar la nit del 22.
Aproximadament a les 9:15 del matí del 23 de maig, la partida, d'amagat en els arbustos i gairebé a punt per acceptar la derrota, sentiren el Ford V8 furtat de Barrow acostant-se a una gran velocitat. L'informe oficial de l'escamot diu que Barrow s'havia aturat a parlar amb el pare de Henry Methvin, plantant ells allà el seu camió eixe matí per distraure'l i obligant-lo a prendre el camí més proper a l'escamot. Els policies van obrir foc, matant Barrow i Parker mentre disparaven un total combinat d'aproximadament 130 bales. Tots els informes de l'emboscada, fins i tot el seu propi, coincideixen que Oakley va disparar primer, i probablement abans que es donés cap ordre per fer-ho. Barrow va morir a l'acte pel tret al cap inicial d'Oakley, però Parker tingué un moment per reflexionar; Hinton va dir haver sentit el seu xiscle en adonar-se que Barrow estava mort, abans que començaren a disparar-la de debò. Els agents van buidar els fusells especialment els rifles automàtics demanats, així com altres rifles, escopetes i pistoles en el cotxe; qualsevol de les moltes ferides comeses haurien estat fatals per a qualsevol dels fugitius. D'acord amb declaracions de Ted Hinton i Bob Alcorn:

"Cadascun de nosaltres -sis oficials- hi tenia una escopeta, un rifle automàtic i pistoles. Vam obrir foc amb els rifles automàtics. Es van buidar abans que el cotxe arribés a nosaltres. Llavors férem servir les escopetes... Hi havia fum sortint del cotxe, i semblava que estava en flames. Després de disparar les escopetes, buidàrem les pistoles al cotxe, el qual ens va sobrepassar i es ficà a una cuneta avançant 50 iardes dins d'ella. Gairebé va fer voltes de campana. Continuàrem disparant fins i tot després que el cotxe s'aturés. No volíem córrer cap risc."

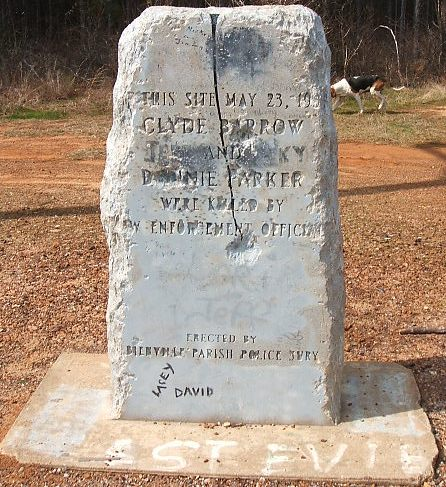
Els caçadors de souvenirs han devastat diverses pedres de record en el lloc de l'emboscada rural.

Alguns avui en dia diuen que Bonnie i Clyde van ser disparats més de 50 vegades, altres afirmen que prop de 25 ferides per cadàver, o un total de 50. Oficialment, el recompte de l'informe del metge forense J.L. Wade de la Parròquia de Bienville llistà disset ferides d'entrades independents al cos de Barrow i vint-i-sis al de Parker, incloent diversos trets al cap de cadascú, i un que havia partit la columna vertebral de Barrow. Tan nombrosos eren els forats de bala que el treballador de pompes fúnebres C. F. "Boots" Bailey tindria dificultats per embalsamar els cossos, ja que no contenien el líquid per a embalsamar.
Enmig de la pólvora persistent en el lloc de l'emboscada, els oficials ensordits temporalment inspeccionaren el vehicle i van descobrir un arsenal d'armes, incloent-hi rifles automàtics furtats, escopetes retallades semiautomàtiques, una varietat d'armes de foc i diversos milers de bales de munició, juntament amb quinze conjunts de plaques de matrícules de diversos estats.
 
La notícia de l'emboscada ràpidament s'espargí quan Hamer, Jordan, Oakley i Hinton anaren al poble per trucar per telèfon als seus respectius caps. Una multitud es va reunir ràpidament al lloc, i Gault i Alcorn, que es van quedar per protegir els cossos, van perdre el control amb les espentes dels curiosos; una dona va tallar flocs sagnants del cabell de Parker i trossos del seu vestit, els quals serien venuts després com souvenirs. Hinton va tornar per trobar a un home tractant de tallar el dit del gallet de Barrow, i li fastiguejà el que estava succeint. El jutge d'instrucció, en arribar a l'escena, va veure el següent: "gairebé tothom havia començat a collir objectes del terra com a records; tals com casquets de bala, estelles de vidre de les finestres del cotxe destrossat, i peces de roba amb sang de Bonnie i Clyde. Un home ansiós va obrir la seva navalla de butxaca, i aleshores s'estava dirigint al cotxe per tallar-li l'orella esquerra de Clyde." El forense es va unir a Hamer per ajudar-lo a controlar la "atmosfera circense", i només llavors la gent es va apartar del cotxe.

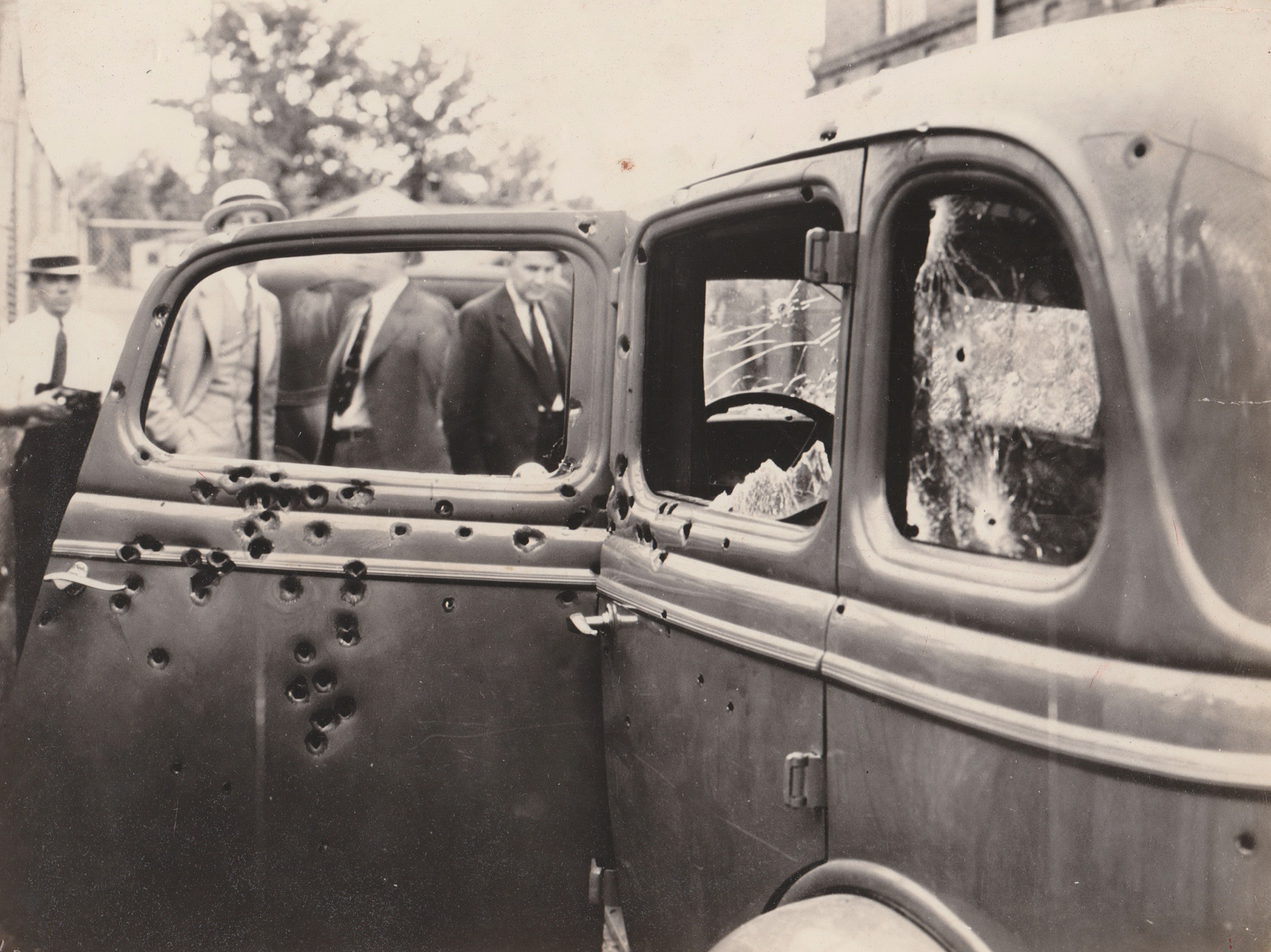
Posse va patir sordesa durant hores després d'alliberar el tiroteig eixordador

El Ford foradat per les bales que contenia els dos cossos va ser remolcat a la Conger Furniture Store & Funeral Parlor en l'Avinguda Railroad al cèntric Arcadia a través de l'estació de tren d'Illinois Central (que ara és un museu històric que conté artefactes de Bonnie i Clyde.) L'embalsamament preliminar fou fet per Bailey a la petita sala de preparació de la part posterior de la botiga de mobiliari. Es va estimar que la ciutat del nord-oest de Louisiana va augmentar d'una població de 2.000 persones a unes 12.000 persones en qüestió d'hores, la multitud curiosa arribava en tren, cavall, buggy, i avió. La cervesa que normalment es venia a 15 centaus l'ampolla va pujar als 25 centaus de dòlar; els entrepans de pernil es van esgotar ràpidament. Després d'identificar el cos del seu fill, un emocionat Henry Barrow es va asseure en un balancí a la part de mobiliari de l'establiment Conger i va posar-se a plorar.
H.D. Darby, un jove enterramorts que havia treballat per a la Funerària McClure a la rodalia de Ruston, Louisiana, i Sophia Stone, una agent de demostració de la llar també de Ruston, vingueren a Arcadia a identificar els cossos. Havien estat segrestats per la banda de Barrow l'any anterior a Ruston i alliberats a prop de Waldo, Arkansas. Es diu en els informes que Parker esclafí una rialla quan li va preguntar a Darby sobre la seva professió i descobrí que era enterramorts. Va assenyalar que potser ell algun dia estaria treballant en ella. Com va acabar, ella no podia estar més a prop de la veritat: Darby assistí a Bailey per embalsamar als malfactors.

### Funeral i enterrament

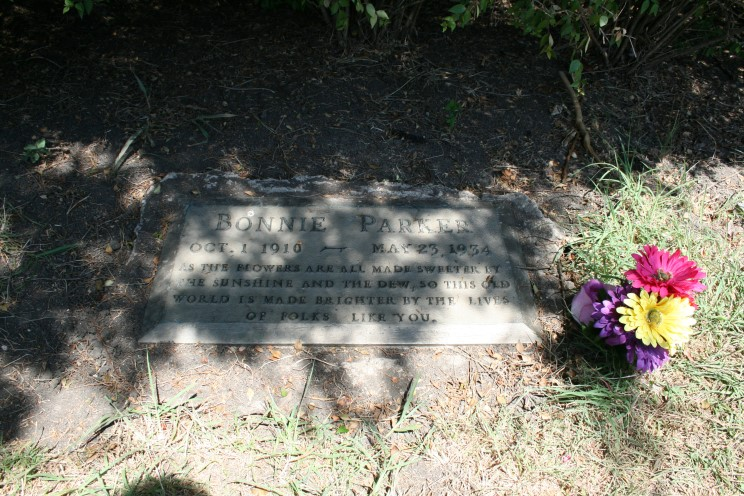
Tomba de Bonnie Parker.

Bonnie i Clyde desitjaven ser enterrats l'un al costat de l'altre, però la família Parker no ho permetria. La Senyora Parker havia volgut concedir l'últim desig de la seva filla de ser portada a casa, però la gentada envoltant la casa dels Parker ho va fer impossible. Més de 20.000 persones van assistir a funeral de Bonnie Parker, dificultant a la seva família abastar la tomba. Les següents paraules estan inscrites a la seva làpida:
As the flowers are all made sweeter by the sunshine and the dew,
So this old world is made brighter by the lives of folks like you.

Com les flors són totes endolcides pel Sol i la rosada,

és així que aquest vell món es fa més brillant per les vides de gent com tu.
La família de Parker va utilitzar el ja desaparegut McKamy-Campbell Funeral Home, llavors localitzat en l'Avinguda Forest de Dallas, per dur a terme el seu funeral. Hubert "Buster" Parker va acompanyar el cos de la seva germana de tornada a Dallas en l'ambulància McKamy-Campbell. Els seus serveis s'efectuaren el dissabte 26 a les 2 de la nit a la funerària, dirigida per Allen D. Campbell. El seu fill, el Dr. Allen Campbell, recordaria més tard que les flors venien de tot arreu, incloent-hi algunes amb targetes suposadament de Pretty Boy Floyd i John Dillinger. L'ofrena floral més gran va ser enviada per un grup de xics venedors de diaris de la ciutat de Dallas; el sobtat final de Bonnie i Clyde va vendre 500.000 diaris només a Dallas. Els solistes en el funeral incloïen Dudley M. Hughes Sr. que més tard es va convertir en l'operador destacat de quatre grans funeràries de Dallas. Inicialment, Parker va ser enterrada al Cementiri Fishtrap, però el 1945 va ser traslladada al nou Cementiri Crown Hill a Dallas. Els serveis del següent any per a Raymond Hamilton, un membre de la Banda de Barrow que fou executat el 10 de maig de 1935 per l'Estat de Texas, serien també prestats per la funerària McKamy-Campbell.
La família de Barrow va usar el Sparkman-Holtz-Brand Morticians, situat en la mansió A.H. Belo en el centre de Dallas. Milers de persones es van reunir fora d'ambdues funeràries de Dallas esperant l'oportunitat de veure els cossos. El funeral privat de Barrow va tenir lloc al capvespre un divendres 25 de maig, a la capella funerària. Va ser enterrat al Cementiri Western Heights de Dallas, al costat del seu germà, Marvin. Ells comparteixen una única placa de granit amb els seus noms inscrits en ella i un epitafi de quatre paraules prèviament seleccionat per Clyde: "Gone but not forgotten" ("Mort però no oblidat").
Les pòlisses d'assegurança de vida tant de Bonnie Parker com de Clyde Barrow van ser pagades al complet per l'American National de Galveston. Des de llavors, la política de desemborsaments ha canviat per excloure els pagaments en casos de morts causades per actes criminals de l'assegurat.
A més a més dels objectes recollits per la partida, els sis homes anaven a rebre cadascú una sisena part de la recompensa. El Xèrif Schmid de Dallas havia promès a Ted Hinton que açò serien un total de 26,000 $, però la major part de l'estat, el comtat i altres organitzacions, que s'havien compromès en els fons de recompensa, van renegar de les seves promeses; de moment els sis xecs van ser emesos als homes de la partida, i cadascú només havia guanyat uns 200.23 $ pels seus esforços.

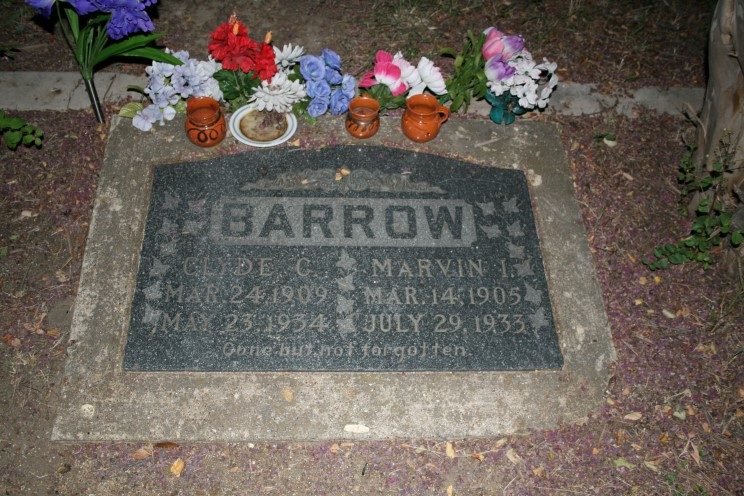
Tomba de Clyde i Buck Barrow.

L'emboscada de Barrow i Parker va demostrar ser el principi de la fi de l'«era l'enemic públic» de la dècada de 1930. Els nous estatuts federals feien els robatoris de bancs i els segrestos delictes federals, la creixent coordinació de jurisdiccions locals per l'FBI—a més de la instal·lació de ràdios de dues vies en els cotxes de policia—es van combinar per fer l'estil de vida d'un bandit fora de la llei molt més difícil a l'estiu del 1934 del que havia estat tot just uns mesos abans. Dos mesos després de Gibsland, John Dillinger va ser emboscat i assassinat en un carrer a Chicago; tres mesos després d'això, Charles Arthur "Pretty Boy" Floyd va rebre 14 bales de l'FBI a l'esquena, a Ohio; i un mes després d'això, Lester "Baby Face Nelson" Gillis va començar un tiroteig, i el va perdre, a Illinois. A partir de llavors, els enemics públics ja no operen en cintes primes d'asfalt gris a través d'Amèrica, sinó només en les pantalles de plata a tot el món.